# Route nationale 716
La route nationale 716 ou RN 716 était une route nationale française reliant Boussac-Bourg à Montluçon.
À la suite de la réforme de 1972, elle a été déclassée en RD 916.

## Ancien tracé de Boussac-Bourg à Montluçon (D 916)
- Boussac-Bourg
- Leyrat
- Treignat
- Archignat
- Huriel
- Domérat
- Montluçon